# Eudocima bathyglypta
Eudocima bathyglypta là một loài bướm đêm trong họ Erebidae.